# 市镇公共社区
市镇公共社区（communauté de communes，法語：[kɔmynote də kɔmyn]）是法国的一种有财政管辖权的市镇公共合作组织（EPCI à fiscalité propre），对成员市镇进行有限的整合。 
从人口和合作程度来看，其为有财政管辖权EPCI中整合程度最低的，目的是为了方便在低城市化地区的地方管理。 
在2007年1月1日，法国有2400个市镇公共社区（法国本土2391个，海外省9个），其居民有2648万人。自此之后，许多市镇公共社区已合并为或并入了一个城市圈公共社区（Communauté d'agglomération）、城市公共社区（Communauté urbaine）或都会区（Métropole）。2010年1月，市镇公共社区有2408个，2016年1月已缩至1842个，而到了2018年4月1日仅剩1009个。